# Евгений Гинер
Евгений Леонорович Гинер е руски бизнесмен и предприемач. Занимава се с бизнес от 1991, работи в АВО Капитал. Президент на руската премиер-лига между 2004 и 2006. Той е собственик на футболния отбор ЦСКА Москва от февруари 2001 година. От април 2013 е финансов директор на РФПЛ.

## Политика в ЦСКА Москва
Гинер закупува отбора през февруари 2001 година. Бизнесменът увеличава значително финансовите възможности на ЦСКА, като подписва спонсорски договори с Конти (2004), Сибнефт (2005-2006), ВТБ (2006-2008), Аерофлот(2009-), Башнефт(2010-), Хюндай(2010-), Темпбанк, УБРиР и Черути 1881. Подсилва състава с футболисти като Вагнер Лав, Юрий Жирков, Милош Красич, Сергей Игнашевич и други. Той предпочита да привлича млади таланти от Бразилия и Източна Европа.
По времето на Гинер ЦСКА печели 4 титли на Русия, 6 купи на страната, 5 суперкупи на Русия, Купата на УЕФА и достига 1/4 финал в Шампионската лига.
Също така Гинер финансира строежа на новия стадион на ЦСКА Москва, който се очаква да бъде завършен през 2015 г.